# Subway (pel·lícula)
Subway és una pel·lícula de thriller francesa del 1985 dirigida per Luc Besson i protagonitzada per Isabelle Adjani i Christopher Lambert. La pel·lícula està classificada com a part del moviment cinéma du look.

## Argument
La història comença amb Fred accelerant el seu cotxe i sent perseguit per diversos gàngsters; més tard s'explica que va robar alguns documents al seu cap a la festa d'aniversari de la seva dona Héléna. Fred s'escapa al món laberíntic del Metro de París. Durant els propers dies, intenta fer xantatge Héléna pels documents, encara que està clarament menys interessat en els diners que en guanyar-se el seu afecte.
Mentrestant, els gàngsters i la policia continuen buscant en Fred, així com el seu nou amic "The Skater" (que fa molts mesos que viu de robatoris menors i evita la policia). L'Héléna lluita amb els seus sentiments sobre Fred i la seva insatisfacció com a joguina del braç del seu marit (molt gran). A poc a poc, Fred coneix músics i els convenç perquè s'uneixin a una banda que diu estar formant (encara que ell mateix no pot cantar). El repartiment complet de personatges és gran; la majoria de les seves vides i personalitats es desenvolupen només implícitament a partir del seu context i manierismes.

## Repartiment
- Isabelle Adjani com a Héléna Kerman
- Christopher Lambert (anomenat Christophe Lambert) com a Fred
- Richard Bohringer com a El florista
- Michel Galabru com a comissari Gesberg
- Jean-Hugues Anglade com The Roller
- Jean Bouise com a Cap d'estació
- Jean-Pierre Bacri com a inspector Batman
- Jean-Claude Lecas com a Robin
- Pierre-Ange Le Pogam com a Jean
- Jean Reno com el bateria
- Éric Serra com a Enrico (baixista)
- Arthur Simms com a Paul (cantant)

## Producció
Subway es va filmar parcialment a la Metro de París i al RER de París, i parcialment en platós dissenyats per Alexandre Trauner. Es diu que l'escena d'inici de la persecució de cotxes ret homenatge a la pel·lícula de 1971 French Connection, i la pel·lícula de la pel·lícula. el final es basa lliurement en el final de la pel·lícula de 1960 Al final de l'escapada.

### Banda sonora
La partitura d'Éric Serra i altres peces musicals de la banda sonora, com la cançó de la banda de Fred, "It's Only Mystery" (també escrita per Serra), es van publicar en vinil i casset el 1985. La banda sonora va vendre més de 100.000 còpies a França. La banda sonora es va publicar en CD el 1996.

## Recepció
Subway va ser la tercera pel·lícula francesa més popular a França el 1986, després de Trois hommes et un couffin i Les Specialistes. Va atreure 2.920.588 espectadors de cinema. La pel·lícula va recaptar 390.659 dòlars a la taquilla dels Estats Units.
La pel·lícula té una puntuació del 67% a Rotten Tomatoes, basada en nou ressenyes. Janet Maslin de The New York Times va elogiar "l'estil visual molt enèrgic" de la pel·lícula i "la pura diversió de posar en escena escenes domèstiques, interludis musicals i persecucions en patins amb rodes a l'underground", però va afegir que "[els] personatges i situacions [són] tan prims que també podrien ser pensaments posteriors".

## Reconeixements
Subway va ser nominada al premi de cinema en llengua estrangera als 40ns Premis BAFTA. La pel·lícula va ser nominada a 13 Premis César l'any 1986, guanyant 3: Millor actor (Christopher Lambert), Millor disseny de producció (Alexander Trauner) i Millor so.

## Mitjans domèstics
La pel·lícula es va estrenar en DVD als Estats Units el novembre de 2001. El DVD presenta la pel·lícula en una pantalla panoràmica anamòrfica 2,35:1 i conté tant una versió doblada a l'anglès com la versió original francesa amb subtítols en anglès. Aaron Beierle de DVD Talk va donar al DVD 3 de 5 estrelles per a la qualitat del vídeo i 2½ estrelles per a la qualitat d'àudio. Jason Bovberg de DVD Talk va donar a la pel·lícula 3 estrelles tant per la qualitat de vídeo com d'àudio. Tots dos crítics van donar a la pel·lícula només mitja estrella per les seves característiques addicionals, assenyalant que només s'incloïen al disc biografies del repartiment i de l'equip i tràilers de tres de les altres pel·lícules de Besson. Així com sense cap característiques especials, les versions estàndard del DVD només contenen la versió doblada a l'anglès; això té diferències significatives de diàleg amb l'original francès, tot i que tant Lambert com Adjani van interpretar el seu propi anglès.
Tant les versions britànica com francesa del Blu-ray es van llançar el setembre de 2009. Tots dos només contenien la pel·lícula en el seu àudio original francès, encara que amb subtítols en anglès opcionals. Blu-ray.com ha atorgat ambdues 3½ estrelles sobre 5 per la qualitat d'àudio i vídeo.